# Лейтнер Олександр Олександрович
Олександр Олександрович Лейтнер (рос. Александр Александрович Лейтнер) (1864 рік, Гольдінген Курляндська губернія — 1923 рік) — російський інженер, винахідник, підприємець, один з піонерів російського велосипедного та автобудування.

## Початковий досвід
Олександр Лейтнер народився в Курляндії(сьогодні тер. Латвії, в прибалтійсько-німецькій родині. З ранніх років виявив зацікавленість до новітніх європейських розробок в області велосипедобудування. Для того, щоб підкріпити свій інтерес освітою в необхідній сфері, Лейтнер пішов на науку на початку 80-х років XIX ст. в реальне училище, яке закінчив у 1883. Відразу після закінчення навчального закладу відправився отримувати практичні навички до майстерні Раше, яка розташовувалася в Ризі. Потім, з метою отримання необхідного підприємницького та конструкторського досвіду молодий Лейтнер вирішив відправитися у тривалу подорож основними центрам велобудування у Європі. У першу чергу Лейтнер «осів» у на фабриці в місті Ліоні, яка на той момент набула слави абсолютного центру французького машинобудування. Спочатку Лейтнер намагався отримати необхідні знання в галузі точної механіки, вивчаючи теорію виготовлення точного електротехнічного інструменту, але незабаром почав тяжіти до практичної діяльності в інженерному аспекті, яка могла принести йому в майбутньому відчутний комерційний інтерес. Саме для цього Лейтнер відправився у нову подорож до британського індустріального центру у Ковентрі, де захопився стратегією виробництва велосипедів. Там він провів стільки часу, скільки йому було достатньо для повноцінного освоєння технологій виготовлення велосипедів.

## Винаходи та виробництво
Повернувшись до Риги, Олександр Лейтнер, якому виповнився 21 рік, заснував на вулиці Гертрудінській 9 вересня 1886 підприємство, де налагодив на основі отриманого за кордоном підприємницького та технічного досвіду першого в історії Російської імперії виробництво велосипеда — цю знаменну дату можна вважати своєрідним днем народження російського велосипеда. Це сталося якраз за 10 років до появи перового автомобіля на вулицях Ліфляндської столиці. Відомо, що на фабриці Лейтнера працювало всього четверо робітників, які під безпосереднім керівництвом інженера вручну виготовили 19 пробних моделей, які знайшли своїх покупців з фінансовою користю для виробників. Ця модифікація велосипеда в розмовній мові отримала назву «павук» (за подібністю). Переднє колесо було набагато більше заднього і оснащено радіальними спицями. Попри те, що вони були порівняно маломаневрені, внаслідок чого часто переверталися на поворотах, ці велосипеди можна дуло розігнати на досить пристойну швидкість. Природно, ця модель, що стала незабаром популярною, також отримала назву «Россия» (Росія). У рік вдавалося зробити більше 20 одиниць, а в 1890 році стався справжній підйом у виробництві, так як фабричне підприємство Лейтнера з маленького приміщення на вул. Гертрудінській перебирається у просторіше приміщення на Суворівській вулиці. Попит на виробництво універсальних, але індивідуальних засобів пересування різко зростав, особливо в заможному середовищі столичних бюргерів, що й зумовило розширення велосипедного виробництва. У 1890 році, вже в новому будинку, інженер та підприємець Лейтнер перетворює свою фабрику в велике підприємство «Росія», де виробництво набуває широкого розмаху: на рік з'являється більше 500 велосипедів. 1895 для промислового виробництва Лейтнера також став знаковим, тому що під його пильним керівництвом було проведено випробування моторного велосипеда, а число випущених на рік велосипедів за п'ять років збільшилася до 1500—2000 одиниць. У цьому ж році фірма і виробництво перемістилося в спеціально відбудоване та обладнане заводське приміщення на Олександрівській вулиці за адресою 129—131. Тепер на фабриці працювало понад 300 робітників, у тому числі нові сили залучалися завдяки вмілій політиці збільшення заробітної плати. А Олександр Лейтнер, провівши випробування моторного велосипеда, судячи з усього, німецького походження, проаналізував результати і прийшов до висновку, що вік транспортних засобів, які приводяться в дію м'язових зусиллям людини, відходить у минуле, а на зміну йому приходять кошти з повноцінними механічними двигунами .

## Технічні та комерційні досягнення
Через чотири роки, в 1899, фабрика «Росія» набирає обертів і приступає до виробництва моторів під маркою свого підприємства, а також виробництво двох-і триколісних моторних велосипедів, оснащених моторами, зробленими на його фабриці. Велосипед Лейтнера удостоївся почесної премії на Міжнародній виставці у Глазго, що відбулася в 1901 році. У цьому ж році фірма Лейтнера представила на суд громадськості на Ризькій промислово-ремісничих виставці в павільйонах на території Еспланада «перший автомобіль, всі складові частини якого виготовлені в Росії», як було заявлено в офіційному переліку експонатів. Їх виробництво було розпочато Лейтнером, який тонко відчував еволюцію запитів та забагаток публіки, ще в 1899 році. Разом з тим Лейтнера постійно мав намір здійснити план з виробництва вантажних автомобілів, але незабаром відмовився від цієї ідеї через трудоємність виготовлення, але приступив до серійного випуску мотоциклів в 1903 році. З цього випуску зберігся єдиний екземпляр, який свого часу реставрував член Клубу антикварних автомобілів Латвійської РСР Рамбам Ю.. Загалом, вироби підприємства Лейтнера користувалися підвищеним попитом не тільки в самій Росії, але і в країнах Європи: Фінляндії, Німеччині, Бельгії, а сам Лейтнер був щасливий, що реалізував справу свого життя завдяки своєму безперечному підприємницькому таланту, безцінному вмінню обачно витрачати зароблені кошти та невтомній тязі до всіляких технічних інновацій. У той же час продукція Лейтнера у зв'язку з дорогою собівартістю і необхідністю компенсації та відтворення капіталу в 1900—1905 роки страждала від неконкурентоспроможності в ціновому плані, так як споживач мав можливість широкого вибору між іноземними моделями, в надлишку заполонили автомобільний ринок Росії початку 20 століття. Для велосипеда подібна економічна проблема виявилася практично неактуальною, таким чином, вже до початку Першої світової війни в рік підприємство видавало на-гора вже близько 5000 велосипедів.

## Евакуація підприємства
Вже у воєнний час, в період з 1914 по 1918 компанія «Лейтнера і Ко» отримала від уряду великим замовлення на виробництво велосипедів (на цьому були сконцентровані всі зусилля підприємства) і деталей для автомобілів і для авіаційних двигунів. У 1915 році у зв'язку з наближенням лінії фронту і з початком нагальною евакуацією безлічі промислових підприємств (таких знаменитих на всю Росію, як «Фенікс», «Руссо-Балт», «Мотор»), освітніх установ (Ризький політехнічний інститут і пам'ятників культури (наприклад, Колона перемоги (Рига )), фабрика Лейтнера емігрувала до нашого міста Харків і пізніше стала основою для Харківського велосипедного та авторемонтного заводів.